# Lepiężnik biały
Lepiężnik biały (Petasites albus) – gatunek roślin z rodziny astrowatych. Występuje w Europie i południowo-zachodniej Azji, głównie na obszarach górskich. Bylina kwitnąca wczesną wiosną i później rozwijająca okazałe liście asymilacyjne. Rośnie w miejscach wilgotnych, zwykle w pobliżu cieków.

## Rozmieszczenie geograficzne
Zasięg obejmuje znaczną część Europy od Francji na zachodzie, po Półwysep Skandynawski i Polskę na północy, Kaukaz na wschodzie oraz Włochy, Grecję i Azję Mniejszą na południu. Występował też w północnej Afryce w Algierii, ale tam wymarł. Z kolei jako introdukowany rośnie także na Wyspach Brytyjskich i w krajach bałtyckich. W Polsce jest gatunkiem rozpowszechnionym w górach i obszarach podgórskich od ok. 300 do 1200 (Bieszczady) i 1700 m n.p.m. (Tatry), poza tym liczne stanowiska ma w pasie Wyżyn Polskich, i rozproszone, pojedyncze na Nizinie Mazowieckiej, Nizinach Sasko-Łużyckich oraz na Wysoczyźnie Elbląskiej i jej okolicach.

## Morfologia

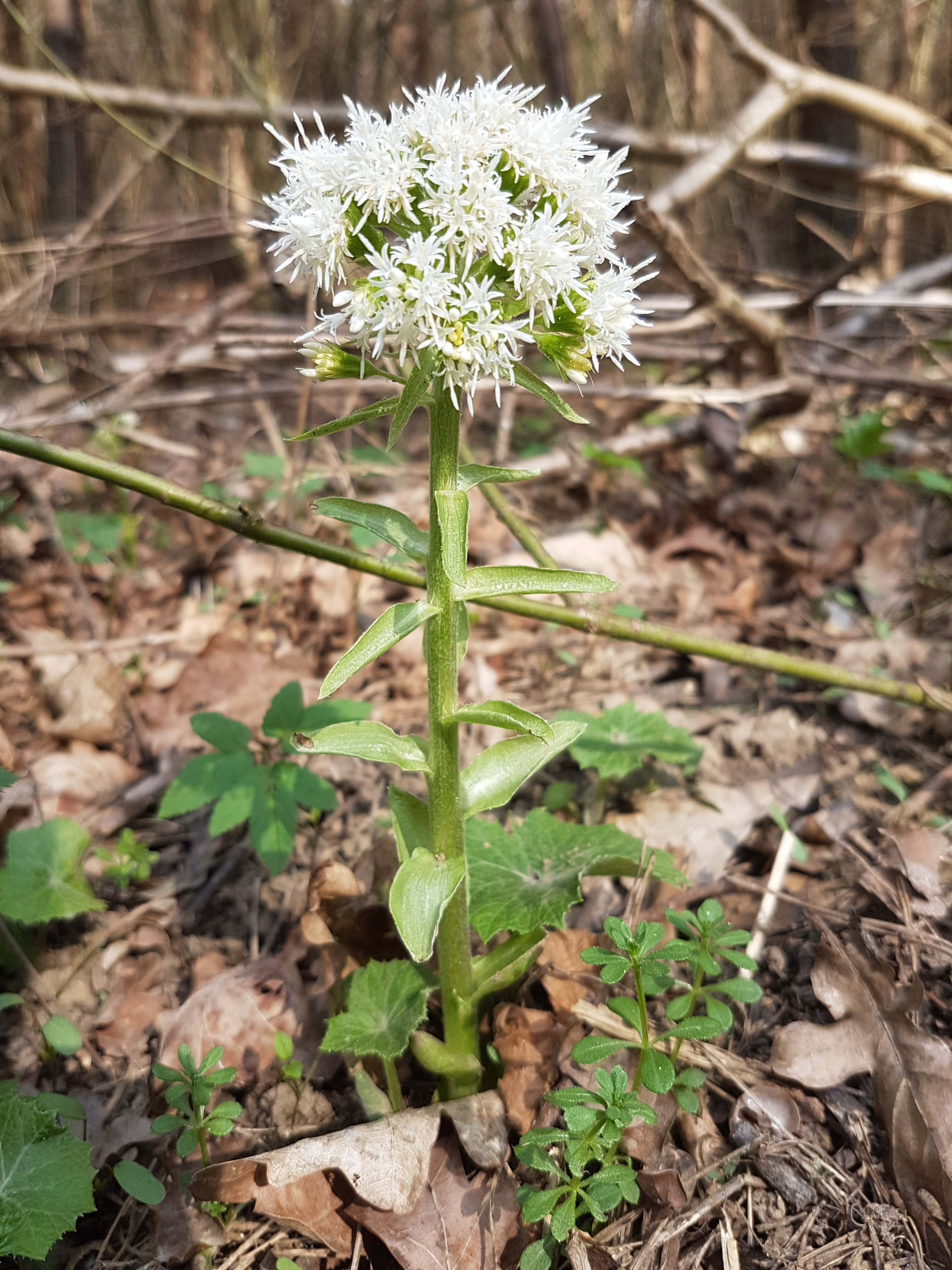
Kwiatostan męski

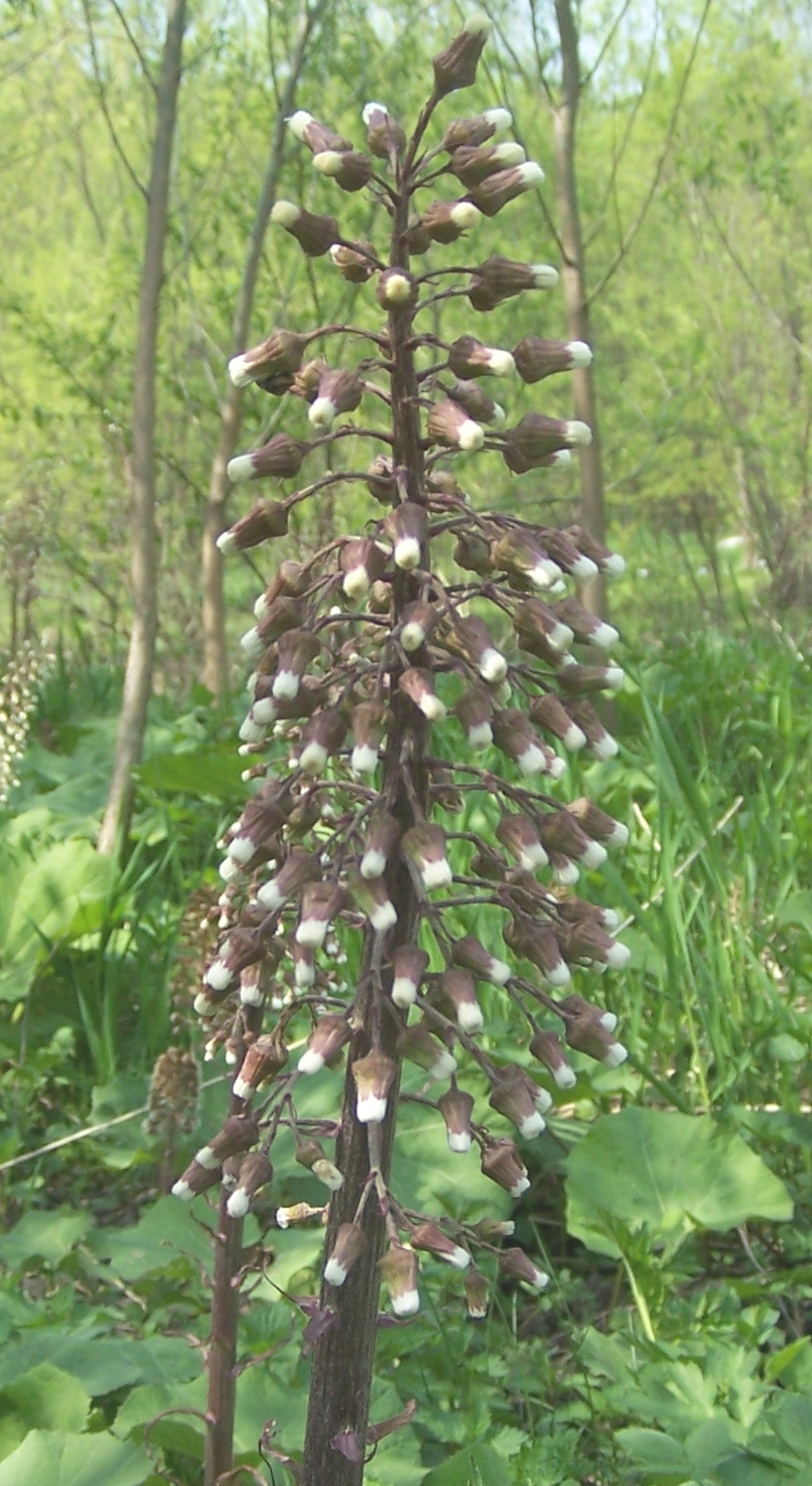
Kwiatostan żeński

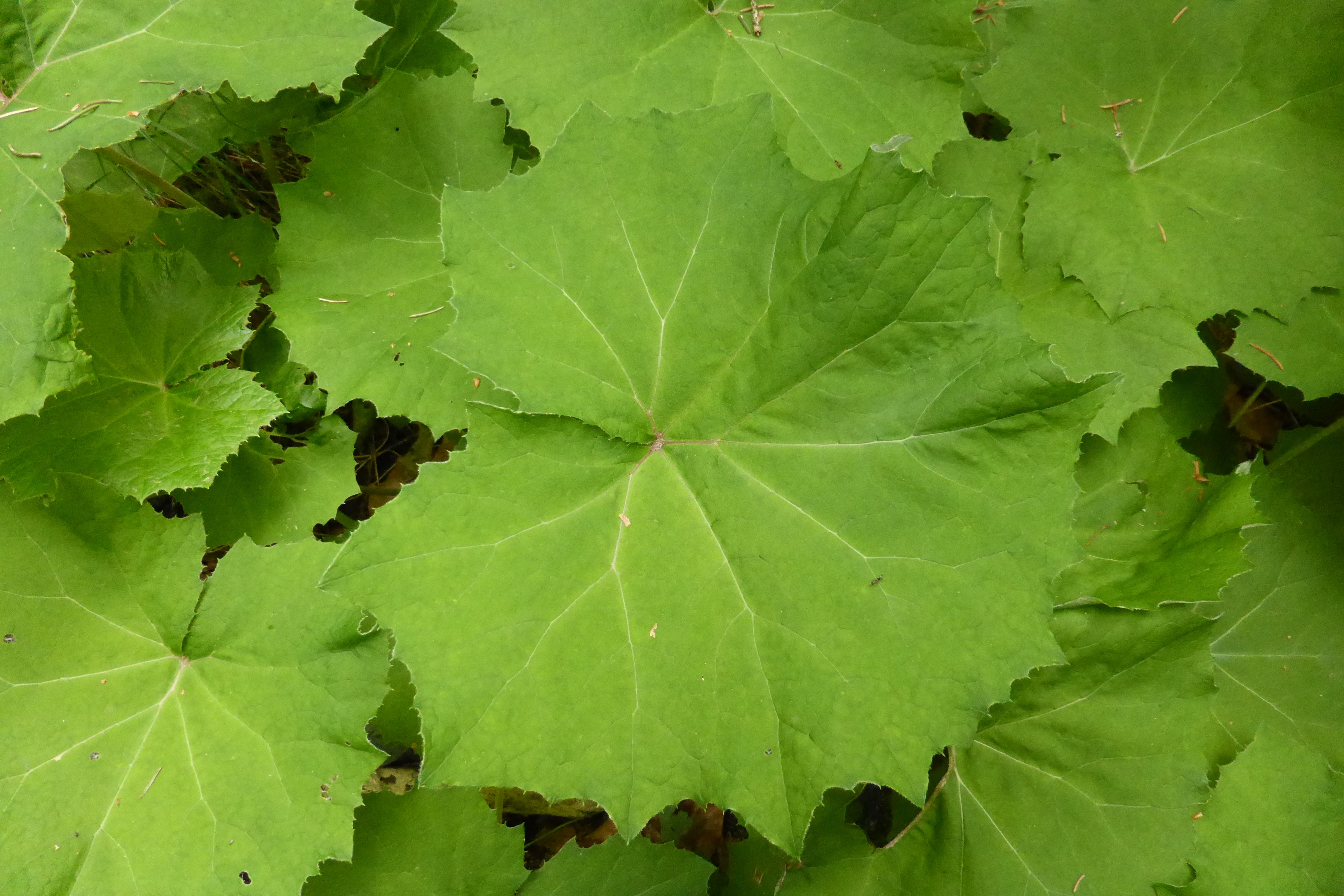
Liście lepiężnika białego

PokrójRoślina zielna z długim, cienkim i pustym wewnątrz kłączem, które ma wyrównaną powierzchnię – nie ma zgrubień w rozgałęzieniach, żeberkowania ani wypukłych blizn po liściach. Wiosną rozwijają się początkowo tylko pędy kwiatostanowe, osobno męskie i żeńskie (roślina dwupienna), później liście. Łodygi kwiatonośne są grube, jasnozielone.
LiścieNa łodygach kwiatonośnych niewielkie bezogonkowe, lancetowate, kremowo-zielone, w miarę rozwoju rośliny stopniowo zieleniejące i wydłużające się. Po pojawieniu się rozwijają się okazałe liście odziomkowe wyrastające bezpośrednio z kłącza i osiągające do 1 m długości i 40 cm średnicy. Ogonki liściowe są pełne, nieco spłaszczone bocznie, z bruzdą od góry. Za młodu cały ogonek jest pajęczynowato owłosiony, w dojrzałych liściach owłosiona pozostaje tylko jego nasada. Blaszka liściowa rozpościera się pod kątem w stosunku do ogonka. W zarysie jest okrągława; brzeg liścia jest płytko, falisty wrębny i podwójnie drobno ząbkowany. U nasady blaszki znajduje się wąskie wcięcie, zwykle nie dochodzące do pierwszej pary nerwów bocznych. Blaszki za młodu owłosione z wierzchu łysieją i są jasnozielone; od spodu początkowo kutnerowate, później wciąż szarobiałe od zachowujących się włosków, przy czym prawie nagie są nerwy.
KwiatyDrobne kwiaty zebrane są w koszyczki, a te w grona na szczycie łodygi. Początkowo wszystkie kwiatostany są półkuliste do jajowatych. Kwiatostany z kwiatami męskimi osiągają do 30–40 cm, pozostają zwarte, ich koszyczki są większe (bardziej „nastroszone”). Kwiatostany żeńskie są mniejsze, kwiaty są w nich bardziej stulone, a cały kwiatostan rośnie osiągając w czasie owocowania do 80 cm wysokości i staje się luźniejszy. Listki okrywy są bladozielone, długie, w dole z długimi włoskami gruczołowatymi. Korony kwiatów męskich osiągają do 2,5 cm długości, są białe do kremowych, w dole zrośnięte w rurkę, w górze z długimi ząbkami. W kwiatach żeńskich korona zredukowana jest do wąskiej rurki, nad którą wystaje szyjka słupka zakończona dwudzielnym znamieniem. W kwiatach męskich pręciki zrośnięte są w rurkę otaczając okazały, ale niepłodny słupek. Czasami w koszyczkach męskich występuje kilka kwiatów żeńskich.
OwoceNiełupki do 3 mm długości z puchem kielichowym w postaci wieńca białych, nierozgałęzionych włosków.
Gatunki podobneW górach występuje bardzo podobny lepiężnik wyłysiały Petasites kablikianus. Ma on starsze liście nagie z obu stron, z wyraźnym i szerokim wcięciem, sięgającym 1. lub 2. pary nerwów bocznych, z klapami po bokach wcięcia czworokątnymi i odstającymi. Kłącze podziemne jest u tego gatunku grube i poprzecznie prążkowane z powodu wystających blizn po opadłych liściach. Kwiatostan w górnej części i listki okrywy na całej długości są gruczołowato owłosione.

## Biologia i ekologia
- Bylina[5], geofit, hemikryptofit[7]. Jest to jedna z najwcześniej kwitnących roślin wiosną, jej grube pąki wyłaniają się z gruntu już w marcu[5]. Kwitnienie trwa do maja, poprzedzając rozwój liści[7]. Liście wydzielają ostry i gorzki zapach[5]. Owoce rozsiewane są przez wiatr, dzięki puchowi kielichowemu tworzącemu aparat lotny nieraz na duże odległości.
- Siedlisko: Rośnie w miejscach wilgotnych, nieco cienistych, zarówno na skałach wapiennych, jak i granitowych[5] – wzdłuż brzegów potoków i rzek, na mokradłach śródleśnych i w niezbyt gęstych lasach, w wąwozach, obsuwach[5][4], na źródliskach[7].
- Fitosocjologia: jest gatunkiem charakterystycznym dla All. Adenostylion alliariae i Ass. Petasitetum albi[8].
- Liczba chromosomów 2n = 60[7].

## Mieszaniec
Tworzy mieszańca z lepiężnikiem wyłysiałym P. kablikianus – P. × celakovskyi Mat.